# Le Réseau Kinakuta
Ne doit pas être confondu avec Tinakula.
Le Réseau Kinakuta est la deuxième partie du roman Cryptonomicon écrit par l'auteur de science-fiction américain Neal Stephenson.
Compte tenu de la taille du roman et du nombre de pages (531 pages dans l'édition Livre de poche), cette deuxième partie a été publiée en France sous forme d'un volume autonome.

## Place dans le roman et publications
- Le Code Énigma
- Le Réseau Kinakuta :
  - Payot SF  (ISBN 2-228-89416-8) (2001)
  - Le Livre de poche  (ISBN 2-253-07244-3) (2002, rééd. 2005)
- Golgotha

## Thématique
À travers Cryptonomicon, Neal Stephenson engage une réflexion sur l'impact de l'informatique et de la cryptographie sur la société humaine. 

## Personnages

### Personnages de 1941-1945

#### Personnages principaux
- Bobby Shaftoe, sergent de l’armée américaine
- Lawrence Pritchard Waterhouse, mathématicien et cryptologue américain
- Goto Dengo, militaire japonais [1]

#### Personnages secondaires
- Colonel Chattan
- Günter Bischoff, capitaine du sous-marin allemand U 691
- Karl Beck, capitaine en second de l'U 691
- Enoch Root, aumônier militaire australien
- Earl Comstock, lieutenant-colonel américain en Australie
- Alan Turing, célèbre scientifique anglais, considéré comme le « père » de l'informatique
- Rudolph von Hacklheber, ancien ami et amant de Turing ; il travaille à présent pour l'Axe
- Général MacArthur

### Personnages de 1999-2000

#### Personnages principaux
- Avi Halaby
- Randall (« Randy ») Waterhouse, petit-fils de Lawrence Waterhouse
- Doug Shaftoe, fils de Bobby Shaftoe
- Amy Shaftoe, fille de Doug Shaftoe et petite-fille de Bobby Shaftoe
- Robin et Marcus-Aurelius Shaftoe, cousins d'Amy Shaftoe

#### Personnages secondaires
- Hubert Kepler, dit « Le Dentiste »

## Résumé
Le roman met en scène deux trames temporelles distinctes :
- d'une part, une action se déroulant durant la Seconde Guerre mondiale, avec les héros Lawrence Waterhouse, Bobby Shaftoe et Goto Dengo ;
- d'autre part, une action se déroulant à la fin du XXe siècle, avec les héros Randy Waterhouse et Avi Halaby.

### Action se déroulant durant la Seconde Guerre mondiale

#### Goto Dengo
Les conditions de la mort de l'amiral Yamamoto le 18 avril 1943 sont décrites : les Américains, ayant percé les codes de l’armée nippone, ont su très exactement le trajet de l'amiral et les conditions de temps et de lieu les plus pertinentes pour abattre son avion .
Le militaire japonais Goto Dengo, à peine mentionné dans le premier tome, devient un personnage important dans ce deuxième volume. On apprend que le navire sur lequel il se trouvait a été attaqué par des avions américains, qui ont coulé le navire. Il est parvenu par miracle à nager jusqu'à la terre ferme. Il est fait prisonnier par des membres d'une tribu primitive cannibale. Il réussit à convaincre les gens de la tribu qu'il peut les aider à trouver de l'or, si bien qu'on le laisse en vie. 
Plusieurs semaines après, une escouade de l’armée japonaise arrive au village, tue tous ses habitants, et fait prisonnier Goto Dengo, considéré comme traître et déserteur. Mais l’escouade perd nombre d'hommes par suite de maladies, et finit anéantie par les forces australiennes. Goto Dengo est l'un des rares à pouvoir s'en sortir vivant. Il est recueilli par un prêtre chrétien, et une fois guéri se trouve de nouveau enrôlé dans l'armée nippone. 
Il reçoit l'ordre de créer une petite crypte ultra-protégée dans le « site de Bundok ». Il pense qu'il va contribuer au creusement de la future tombe cachée de l'empereur Hiro-Hito si son pays perd la guerre.

#### Bobby Shaftoe
De leur côté, Bobby Shaftoe et Enoch Root sont sur un navire trinidadien, qui est attaqué par le sous-marin allemand U-691, commandé par le capitaine Günter Bischoff. Celui-ci, considéré comme « forte tête » par sa hiérarchie, ne croit pas en « l'incassabilité » du code Enigma. Lorsque le colonel Chattan, chef de l'unité ultrasecrète 2702, apprend que deux de ses hommes (Shaftoe et Root) ont été faits prisonniers, il discute de ce problème avec son état-major : si l'un des deux hommes parle, les Allemands apprendront que le code Enigma a été cassé. La guerre pourrait être perdue à cause de cela ! On décide de sacrifier les deux hommes : les Anglais vont émettre des messages par leur propre machine Enigma censés avoir été émis par l'U-691 ainsi que des messages en anglais par des codes que l'on sait être déchiffrés par les Allemands pour faire croire à ces derniers que le capitaine Günter Bischoff est devenu dément et se rebelle contre l'Axe. Le plan se déroule à merveille : la Flotte allemande diffuse un message général déclarant que l'U-691 doit être intercepté et coulé sans sommation. Lorsque Bischoff apprend par son radiographiste la teneur du message du Haut-Commandement, il ne sait que faire : se rendre aux Alliés ? regagner une base de l'Axe et s'expliquer ?  Shaftoe lui suggère une autre solution : se rendre en pays neutre, en l'occurrence en Suède. Shaftoe parle aussi à Bischoff du sous-marin échoué sur la côte britannique, qui contenait notamment plusieurs centaines de kilos d'or.
Günter Bischoff a accepté le plan de Shaftoe : il a échoué son sous-marin en Suède. Par la suite, les autres membres d'équipage ont préféré rentrer en Allemagne, tandis que Bischoff, Shaftoe et Enoch Root sont restés vivre en Suède. Shaftoe a une liaison sentimentale avec une norvégienne, Julieta. Par la suite, un avion s'écrase. Il transportait Rudolph von Hacklheber, qui s'est enfui de l'Allemagne nazie. Des soldats nazis attaquent la Suède pour récupérer Hacklheber. Enoch Root est tué. Shaftoe quitte le pays puis parcourt un long périple qui le mène en Grande-Bretagne, puis aux États-Unis, puis à Hawaï, puis en Australie, jusqu’aux Philippines. Grâce à son courage et à son culot, il devient le chauffeur attitré du général MacArthur, chef suprême de l'armée américaine pour le Front du Pacifique. Shaftoe a le projet secret de renouer avec Glory, son ancienne petite amie, et de découvrir si elle était enceinte de lui lors de son départ trois ans auparavant et si elle a eu un enfant de lui.

#### Lawrence Waterhouse
Lawrence Waterhouse tente de percer le secret du message trouvé dans le sous-marin qui s'est échoué sur les côtes britanniques. Il a beau tenter de casser le code, il n'y parvient pas. Il s'en ouvre à Alan Turing. Lorsque ce dernier regarde les pages manuscrites de code, il reconnaît avec surprise l'écriture de son ancien ami Rudolph von Hacklheber. Pourquoi celui-ci a-t-il pris la peine d'écrire lui-même le code ?
Par la suite, Lawrence est envoyé en Australie pour renforcer les équipes de cryptologues qui travaillent sur le Front du Pacifique. Il est basé à Brisbane, où par hasard il rencontre une jeune femme, Mary, dont il tombe follement amoureux.
En jouant d'une orgue d'église, Lawrence a une idée de génie : on pourrait créer une machine à calculer en utilisant des tuyaux similaires aux tuyaux d'orgues, mais remplis de mercure. Secrètement, il crée un prototype d'un calculateur de nouvelle génération, puis intègre dans la mémoire de ce calculateur toutes les informations collectées depuis des mois par le décryptage des messages japonais. Il écrit à Alan Turing pour l'informer de son activité. 
Il fait une étrange découverte : certains messages permettent de présumer que les japonais, en un point très précis des Philippines, ont creusé une cavité qui a un lien avec de l'or. Au cours d'une conférence avec son supérieur hiérarchique, le lieutenant-colonel Comstock, et ses adjoints, Lawrence révèle tout ce qu'il a découvert et présente son calculateur électronique à ses spectateurs médusés, qui ne savent pas comment interpréter la création de ce calculateur ni les déclarations de Lawrence à propos du projet secret des japonais.
En fin de récit, Lawrence indique à Comstock qu'il envisage sérieusement de se marier.

### Action se déroulant à la fin duXXesiècle
Avi et Randall (« Randy ») continuent leurs activités avec les sociétés Epiphyte 1 et 2. Néanmoins, Le Dentiste a pris une partie du capital social des sociétés, et les déclarations du Sultan de Kinakuta ont changé la donne.
Deux activités occupent les deux hommes.
La première activité concerne la récupération de 10 tonnes d'or en lingots, situées dans un endroit difficilement accessible dans une île des Philippines.
Puis Randy retourne aux États-Unis, notamment pour s'occuper de sa séparation d'avec Charlene.
Avi lui propose de créer une monnaie virtuelle, détachée de toute référence au monnaie-papier. Pour qu'une monnaie électronique voit le jour (émise depuis le sultanat de Kinakuta), il faut que cette monnaie fasse l'objet d'un programme de cryptologie incassable. Dans la mesure où toute monnaie repose sur la confiance, plus le crytogramme sera difficile à casser, plus la valeur de cette monnaie sera reconnue. Le but est d'utiliser cette monnaie, non pas dans les échanges physiques traditionnels, mais pour tous les échanges réalisés par Internet, et notamment les échanges entre entreprises. Ce projet pourrait donc révolutionner l'activité bancaire internationale et la manière de faire du commerce.
Par ailleurs, Randy révèle à Avi que dans un sous-marin allemand découvert coulé dans le détroit de Palawan, on a trouvé un bout de papier placé dans une mallette ; ce papier comporte l'inscription « Waterhouse Rose Lavande ».
La fin du récit voit Randy faire un long voyage de 1 500 km avec Amy Shaftoe et les deux cousins de celle-ci, Robin et Marcus. Durant le voyage, Randy révèle à Amy le projet de création d'une monnaie virtuelle.